# 강아랑
강아랑(1991년 10월 13일~)은 대한민국 KBS의 기상캐스터이자 국회방송 앵커이다. KBS강릉방송국에서 아나운서로 일한 경력이 있다.

## 학력
- 초읍초등학교 (졸업)
- 초읍중학교 (졸업)
- 성모여자고등학교 (졸업)
- 중앙대학교 연극영화학과 (졸업)

## 경력
- 2013년: 기상청
- 2014년: 현대중공업 사내 기자 및 아나운서
- 2015년: KBS 강릉방송국 아나운서
- 2015년~: KBS 기상캐스터
- 2020년~: 국회방송 앵커 및 아나운서

## TV 방송

### 진행
- 2015년: KBS 뉴스 7 강원 앵커
- 2015년: KBS 클래식FM <흐르는 음악 처럼> DJ
- 2019년: KBS 꿀잼 퀴즈방
- 2019년: ETN 연예 스테이션 MC
- 2019년: ETN 쇼업 MC with 천지
- 2019년: KTV 국민방송: 현장출동 안전이 먼저다 (1~51회) (2019.10.03~2020.09.17)
- 2020년~현재: 국회방송 뉴스N →국회라이브6 앵커

#### 날씨 진행
- 2015년: KBS 뉴스 12
- 2015년~2017년 1월: 주말 KBS 뉴스 9
- 2016년 4월 25일~2019년 6월 15일: KBS 뉴스광장
- 2019년 6월 17일 ~ 2023년 9월 30일

월~토요일 KBS 뉴스 9, KBS 뉴스라인 W, 토요일/휴일 KBS 주말뉴스 (17:00, 19:00)
- 2023년 10월 2일 ~ 현재: 평일 KBS 뉴스 9, KBS 뉴스라인 W

### 출연
- 2015년 KBS1 TV쇼 진품명품 쇼감정단
- 2015년 KBS2 생방송 아침이 좋다 패널
- 2016년 KBS2 생방송 아침이 좋다 The 친절한 날씨 with 김경식 쿤
- 2016년 KBS2 TV쇼 진품명품 쇼감정단(2016년 4월 24일, 9월 11일, 11월 5일 우승)
- 2017년 KBS1 TV쇼 진품명품 쇼감정단
- 2017년 KBS2 예능 노래싸움 승부 선수단
- 2017년 KBS1 교양 천상의 컬렉션 패널
- 2017년 KBS1 아침마당 패널
- 2018년 KBS1 교양 천상의 컬렉션 시즌 2 고정 패널
- 2018년 KBS1 TV쇼 진품명품 쇼감정단
- 2019년 KBS2 예능 꿀잼 퀴즈방 고정 출연
- 2019년 KBS2 예능 대국민 토크쇼 안녕하세요 with 채연, 더 보이즈 상연, 영훈
- 2020년 KBS1 교양 시사직격 에필로그 특별 출연(42회)
- 2023년 KBS1 아침마당 9382회 월요토크쇼 명불허전 《연예계 별별 ★ 홍보대사》(출연취소)[1]

## 라디오 방송
- 2015년: KBS Cool FM 뮤직쇼
- 2015년: KBS 클래식FM 흐르는 음악처럼 DJ
- 2019년: KBS Cool FM 박명수의 라디오쇼
- 2019년 6월: KBS Cool FM 심야식당 - 매주 토요일 고정 게스트 (매주 금요일 유튜브 생녹방 라이브)

## 인터넷 방송
- 2016년 Facebook <KBS 뉴스 강아랑의 날씨랑>
- 2021년 팟캐스트 〈과학으로 장난치는게 창피해?〉 시즌 4 진행

## 기타
- 2020년 유튜브 이랜드 뮤지엄 (1~5화) (결방)
- 2020년 유튜브 수협은행:퇴근하고 뭐하니?
- 2020년 유튜브 대한민국 농업박람회: 농업아, 놀자!
- 2020년 유튜브 SK건설 연료전지
- 2020년 유튜브 롯데건설 영통 롯데캐슬 더블와이 커뮤니케이션
- 2021년 유튜브 세이프 K: 이거아랑?

## 영화
- 2020년 클로젯 - 사회자 역

## 수상
- 2014년 제 84회 전국춘향선발대회 미스 춘향 美

## NAVER V앱 라이브
- KBS 2TV 수목드라마 추리의 여왕 MC
- KBS 2TV 수목드라마 7일의 왕비 MC
- KBS 2TV 금토드라마 최강 배달꾼 MC
- KBS 2TV 월화드라마 란제리 소녀시대 MC
- KBS 2TV 일일드라마 내 남자의 비밀 MC
- KBS 1TV 일요드라마 안단테 MC
- KBS 2TV 월화드라마 마녀의 법정 MC
- KBS 1TV 일일드라마 미워도 사랑해 MC
- KBS 2TV 일일드라마 인형의 집 MC
- KBS 2TV 수목드라마 추리의 여왕2 MC

## 제작발표회
- KBS 2TV 월화드라마 란제리 소녀시대 MC
- KBS 2TV 월화드라마 마녀의 법정 MC
- KBS 2TV 수목드라마 매드독 MC
- KBS 2TV 예능드라마 고백부부 MC
- KBS 2TV 예능 더유닛 MC
- KBS 1TV 일일드라마 미워도 사랑해 MC
- KBS 2TV 예능 김생민의 영수증 MC
- KBS 2TV 수목드라마 흑기사 MC
- 가수 신화 20주년 컴백 기자간담회 진행
- 프로듀스 101 컴백 쇼케이스 진행
- 원팀 데뷔 쇼케이스 진행